# Kgwaripe
Kgwaripe är en ort i KwaZulu-Natal i Sydafrika. Den hade 9 615 invånare år 2011.